# Болдачёв, Александр Владимирович
Алекса́ндр Влади́мирович Болдаче́в (род. 23 мая 1962, Даугавпилс, Латвийская ССР, СССР) — российский философ.

## Биография
Родился 23 мая 1962 года в Даугавпилс. По образованию - инженер, не имеет философского образования.
Основные направления исследований: глобальный эволюционизм (универсальная история), темпоральная онтология, футурология. Член Ассоциации футурологов России.
Отец российского арфиста, композитора и педагога Александра Болдачёва.

## Исследования и основные идеи
В философии глобального (универсального) эволюционизма ввел принцип единства хронологической и пространственной иерархий для формального определения эволюционных систем и этапов. Предложил принцип авангардности эволюции, согласно которому эволюционные новации формируются только на хронологически последнем - авангардном уровне эволюции. Сформулировал глобальный принцип относительности, утверждающий временну́ю инвариантность систем отсчета: никакими измерениями невозможно различить системы отсчета, находящиеся в различных точках временной оси. Принятие глобального принципа относительности дает возможность непротиворечиво согласовать представления об эволюции мира с законами сохранения.
В области философии биологической эволюции предложил концепцию уровневого отбора адаптивных новаций в онтогенезе многоклеточных, описывающую механизм генетической фиксации поведенческих и онтогенетических новаций как последовательную адаптацию  низших уровней организма в "среде" высших: онтогенетического в "среде" поведенческого, генетического в "среде" онтогенетического. Концепция уровневого отбора позволяет объяснить ускорение эволюции сложных многоклеточных, парадокс слабой зависимости размера генома от уровня сложности организма и незначительной корреляции между структурой генома и морфологией и поведением организма, а также она полностью согласуется с эффектом эмбрионализации.
Для объяснения возникновения новой сложности предложил оригинальную темпоральную (событийную) онтологию, основанную на представлении о распределенной во времени сложности. В темпоральной онтологии появление эволюционных новаций описывается как редукция, инволюция распределенной во времени (темпоральной) сложности в пространственную. Ввел представление об иерархии темпоральных систем (событие, процесс, действие, деятельность), в терминах которой возможно описывать отношения сложных живых и разумных систем, обсуждать проблему нисходящей причинности.
В теории познания предложил эмоционально познавательную концепцию истины, в которой истина трактуется как чувство, сопровождающее события изменения понимания субъекта. Придерживаясь строгого  различения понятий истина и истинность, предложил понимать истинность исключительно как  констатацию совпадения двух или более суждений: тогда истинность научного суждения должна трактоваться как совпадение двух суждений - теоретического и эмпирического, возможность непосредственного сопоставления суждения и действительности отрицается.
В логике предложил многомировую теорию истинности, в рамках которой все существующие теории истинности рассматриваются как правила получения новых истинных суждений из множества суждений, составляющих один из  логических миров, в качестве которых следует рассматривать языковые системы научных, религиозных и других социальных образований. Сформулировал основные принципы обратной логики, призванной формализовать отношения противоречивых суждений в пределах одной логической системы.
В футурологии ввел понятия экономической, политической, культурной сингулярностей, на основе анализа которых сделал вывод о необходимости трактовки технологической сингулярности как признака завершения социумного этапа эволюции мира и начала нового этапа - постсоциумного.  Исходя из аналогии с предыдущим подобным переходом (от биологического этапа к социумному) сделал прогноз о некатастрофичности грядущего перехода.

## Научные труды

### Монографии и сборники статей
- Болдачёв А. В., Ларченко А. А.  Программирование на Бейсике 48/128 [Текст] : монография /  Ред. Н. Ю. Родионов. — СПб : Питер, 1993. 110, [1] с. (ZX Spectrum). — Библиогр.: с. 116 . — ISBN 5-7190-0013-5
- Болдачёв А. В. Компьютер IBM PC : для детей. — М. : Аквариум ;. СПб. : Дельта, 1996. — 384 с.
- Болдачёв А. В. Adobe PageMaker 6.5: краткий курс. — СПб. : Питер Ком, 1999. — 224 с. — ISBN 5-314-00123-3
- Болдачёв А. В. Терминология и мифы эволюционизма. — СПб.: Питер, 2004.
- Болдачёв А. В. Новации. Суждения в русле эволюционной парадигмы. — СПб.: Изд-во С.-Петерб. ун-та, 2007. — 256 с. — ISBN 978-5-288-04227-0.
- Болдачёв А. В. Темпоральность и философия абсолютного релятивизма. — М.: УРСС, 2011. — 224 с. — ISBN 978-5-9710-0364-9
- Болдачёв А. В. МояФилософия.RU. интернет-книга. — СПб.: 2013
- Болдачёв А. В. Интегральная эпистемология. От индивидуального понимания к постнаучному здравому смыслу. — М.: Ridero, 2022. — 106 с. — ISBN 978-5-0056-5134-1
- Болдачёв А. В. Истина и истинность. Сборник статей. — М.: Ridero, 2022. — 248 с. — ISBN 978-5-0056-5133-4
- Болдачёв А. В. Познание. Начинается с тишины и заканчивается молчанием. — М.: Ridero, 2022. — 110 с. —  ISBN 978-5-0056-5127-3
- Болдачёв А. В. Философия и цифровые технологии. Сборник статей. — М.: Ridero, 2022. — 246 с. —  ISBN 978-5-0056-5226-3
- Болдачёв А. В. От начала до конца истории. Сборник статей. — М.: Ridero, 2022. — 132 с. —  ISBN 978-5-0056-5128-0
- Болдачёв А. В. #МояФилософия. Сетевые диалоги. — М.: Ridero, 2022. — 342 с. — ISBN 978-5-0056-5185-3

### Статьи
- Болдачёв А. В. Социализм как форма империализма. Абсолютный кризис социалистического производства. // Известия Академии наук Латвийской ССР. 1990. — № 5 (514). — С. 21-26.
- Болдачев А. В. Проблема постановки задачи реализации искусственного интеллекта и нерациональность индивидуального интеллекта // Новое в искусственном интеллекте. Методологические и теоретические вопросы. Под ред. Д. И. Дубровского и В. А. Лекторского – М.: ИИнтеЛЛ, 2005. — 280 с. — C. 195-197. ISBN 5-98956-001-X
- Болдачев А. В. Чёрный ящик интеллекта. Логический и методологический анализа эффективности формализма «черного ящика» при моделировании интеллекта // Философия искусственного интеллекта. Материалы Всероссийской междисциплинарной конференции, г. Москва, МИЭМ, 17 – 19 января 2005 г. – М.: ИФ РАН, 2005. — 400 с. — C. 263-266. ISBN 5-9540-0022-0
- Alexander Boldachev. Many-worlds theory of truth // Studia Humana. Volume 1:1 (2012), pp. 3–9
- Alexander Boldachev. The Reverse Logic of Resolving the Contradictions // Studia Humana. Volume 2:2 (2013), pp. 42–48
- Alexander Boldachev. Natural Selection or Problem Solving. Critical Re-evaluation of Karl Popper's Evolutionism // Studia Humana. Volume 3:3 (2014), pp. 29–42
- Alexander Boldachev. The Downward Causality and the Hard Problem of Consciousness or Why Computer Programs Do not Work in the Dark // Studia Humana. Volume 3, Issue 4, Pages 7–10, ISSN (Online) 2299-0518, DOI: 10.1515/sh-2015-0002, January 2015
- Болдачев А. В. Введение в темпоральную онтологию // Кто сегодня делает философию в России. Том III / Автор составитель А. С. Нилогов. — М.: ООО «Сам Полиграфист», 2015 — 736 с.: ил.  — C. 376-387. ISBN 978-5-00077-142-6, ISBN 978-5-00077-143-3
- Болдачев А. В. Финита ля история. Политико-культурно-экономическая сингулярность как абсолютный кризис цивилизации. Оптимистический взгляд в будущее // Сингулярность. Образы "постчеловечества". Автор составитель К. Г. Фрумкин. — М.: Алгоритм, 2016 — 320 с. — C. 7-37. ISBN 978-5-906842-916
- Болдачев А. В. Субъектная онтология и проблема совместной деятельности // Современная онтология IX: Сознание и бессознательное: сб. докл. междунар. науч. конф. (24–28 июня 2019 г., СПб.) / ред. П. М. Колычев, К. В. Лосев. – СПб.: ГУАП, 2019. – 322 с.
- Alexander Boldachev. The Hard Terminological Problem of Consciousness // Studia Humana Volume 8:4 (2019), pp. 27—33 DOI: 10.2478/sh-2019-0028
- Болдачев А. В. Эссе: мифы и тупики искусственного интеллекта // Философские проблемы информационных технологий и киберпространства №2(18), 2020, — C. 7-37. 27-41. DOI 10.17726/philIT.2020.2.3
- Болдачев А. В. От поэзии к науке или от правил к теории // ΠΡΑΞΗMΑ. Проблемы визуальной семиотики (ΠΡΑΞΗMΑ. Journal of Visual Semiotics). 2023. Вып. 2 (36). С. 95-102. DOI:10.23951/2312-7899-2023-2-95-102

### Электронные тексты
- Антропный принцип и глобальный эволюционизм. Краткое введение в общую теорию глобального эволюционизма. СПб., 2001.
- Восхождение к интеллекту. СПб., 2004.
- Прогресс и системные новации в теории эволюции. СПб., 2007.
- Истина. Эмоционально-познавательная концепция истины. СПб., 2007.
- Обратная логика разрешения противоречий. СПб., 2007
- Структура глобальных эволюционных уровней. СПб., 2008.
- Естественный отбор или решение проблем. Критическое осмысление эволюционизма Карла Поппера. СПб., 2009.
- Многомировая теория истинности. СПб., 2012.
- Локальная контрадикторность и парадокс брадобрея. СПб., 2012.
- Никогда не говори никогда (Ахиллес и черепаха). СПб., 2012.
- Событийная онтология.  СПб., 2014.
- Трудная терминологическая проблема сознания. СПб., 2019.
- Семантика событийной логики. Кипр, 2020.
- Не баг, а фича. Кипр. 2022.
- Яблоко в себе. Кипр, 2022.